# Una
Úna je reka v Bosni in Hercegovini. V zgornjem toku je mejna reka s Hrvaško. Je desni pritok Save pri Jasenovcu na Hrvaškem. Ime je dobila že pri starih Rimljanih po latinski besedi una, ki izhaja iz imena etruščanske boginje Une, kar pomeni edina. Celotna dolžina reke znaša približno 212,5 km. Reka izvira v bližini mest Donja Suvaja in Donji Lapac pod planinama Plješivica in Stražbenica na Hrvaškem v Liki. V Savo letno prinese vsaj 8 milijard kubičnih metrov vode.